# Роса (Верчели)
Роса (итал. Rossa) је насеље у Италији у округу Верчели, региону Пијемонт.
Према процени из 2011. у насељу је живело 117 становника. Насеље се налази на надморској висини од 858 м.

## Становништво
Према резултатима пописа становништва 2011. у општини је живело 194 становника.
| 1931. | 1936. | 1951. | 1961. | 1971. | 1981. | 1991. | 2001. | 2011. |
| ----- | ----- | ----- | ----- | ----- | ----- | ----- | ----- | ----- |
| 391   | 356   | 306   | 298   | 287   | 226   | 203   | 185   | 194   |